# پوکا اورکو (پونو)
پوکا اورکو (به اسپانیایی: Puka Urqu) یک کوه در پرو است که در Peru, Puno Region واقع شده‌است. پوکا اورکو ۵٬۰۰۰ متر بالاتر از سطح دریا واقع شده‌است.